# Penagos
Penagos tỉnh và cộng đồng tự trị Cantabria, phía bắc Tây Ban Nha. Đô thị Penagos có diện tích là 31,67 ki-lô-mét vuông, dân số năm 2009 là 1833 người với mật độ 57,88 người/km². Đô thị này có cự ly km so với Santander.